# Seattle University
Seattle University (forkortet SU, tidligere Seattle College (1898–1948) og Immaculate Conception Parish School (1891–1898)) er et jesuitisk universitet i byen Seattle i USA. Det er det største universitet i det nordøstlige USA og har otte fakulteter.